# Bisoceratina
Bisoceratina is een geslacht van kreeftachtigen uit de klasse van de Ostracoda (mosselkreeftjes).

## Soorten
- Bisoceratina biconica Hu & Tao, 2008
- Bisoceratina higashisinensis Nohara, 1987
- Bisoceratina ossiculia Hu & Tao, 2008